# 最后四首歌
《最後四首歌》（德語：Vier letzte Lieder）乃理察·史特勞斯之最後作品，作於1948年（當時他已年屆84歲）；該曲專為女高音及樂團所作，1950年5月22日才正式於倫敦作首演—首演時由福特萬格勒所指揮之倫敦愛樂者樂團演出，並由女高音潔絲汀·弗勒斯達德演唱。史特勞斯已經在1949年逝世。

## 歌曲文本

### 一、春（Frühling）
赫尔曼·黑塞作词，2032年方进入公有领域

### 二、九月（September）
赫尔曼·黑塞作词，2032年方进入公有领域

### 三、就寝的时候到了（Beim Schlafengehen）
赫尔曼·黑塞作词，2032年方进入公有领域

### 四、日暮之時（Im Abendrot）
约瑟夫·冯·艾兴多夫作词
邹仲之 译

| Wir sind durch Not und Freude gegangen Hand in Hand; Vom Wandern ruhn wir nun überm stillen Land. Rings, sich die Täler neigen. Es dunkelt schon die Luft, zwei Lerchen nur noch steigen nachträumend in den Duft. Tritt her und laß sie schwirren, bald ist es Schlafenszeit, daß wir uns nicht verirren In dieser Einsamkeit. O weiter, stiller Friede! So tief im Abendrot. Wie sind wir wandermüde Ist dies etwa der Tod? | 我们曾手牵手 走过欢乐与悲伤； 现在我们停止流浪， 休憩在寂寥的大地上。 群山环绕我们， 天空已经暗淡； 两只云雀飞上天空， 做着夜的梦幻。 来吧，让鸟儿去飞翔， 现在是我们安睡的时光； 在这孤寂中 我们不要迷失方向。 啊，博大无声的宁静， 深沉的暮光！ 我们旅行得多么疲倦； 这也许便是死亡？ |

（作於1948年5月6日）
1. ↑  .   [2021-12-13]. （原始内容存档于2021-12-13）.